# Mallophora tibialis
Mallophora tibialis là một loài ruồi trong họ Asilidae. Mallophora tibialis được Macquart miêu tả năm 1838.